# Napalm
Napalm er en militær form for benzin-gele, der typisk nedkastes fra fly i form af brandbomber.
Ordet napalm er et portmanteau af stoffet naphten og fedtsyren palmitat, der blandet med benzin danner en klæbende gele. Formålet var oprindeligt at nedsætte benzinens brændbarhed, da man under 1. verdenskrig havde problemer med det ''nye våben'' – flammekasteren. Her oplevede man, at brændstoffet ofte var brændt op, før det ramte målet.
Napalm blev taget i anvendelse under 2. verdenskrig i flammekastere og i en tykkere form i brandbomber. Først senere udviklede man de fra Vietnamkrigen kendte napalmbomber, der i realiteten er en stor, aerodynamisk tank med et brandrør.
Napalm selvantænder ikke. Faktisk er den nye type napalm (Napalm-B, hvor man anvender polystyren og benzen som tilsætningsstoffer) sværere at få ild i, da benzinen er så godt bundet, at der ingen brandbare dampe opstår. Men lidt er der alligevel om snakken, for napalm klæber til alt som en tyk, klæbrig grød, og det at den er i klumper gør, at den har svært ved at køle af, når der først har været ild i den. Det betyder, at man ikke kan kvæle ilden effektivt ved f.eks. at vikle en ramt person ind i et tæppe. For når ilden er slukket og tæppet fjernes, er napalmen stadig så varm, at den antænder igen, når der kommer ilt til.
En FN-konvention fra 1980 forbyder anvendelsen af napalm og andre brandmidler mod civilbefolkninger. Men den gælder principielt kun de lande, der har underskrevet den. USA har tiltrådt dele af konventionen, men ikke den protokol der forbyder brugen af napalm  og har flere gange efterfølgende anvendt napalm, bl.a. i Irak og Afghanistan. Det kan tilføjes, at den protokol USA ikke har tiltrådt ikke forbyder brugen af napalm mod militære mål, kun mod civile.